# Кюсс Макс Авелійович
Кюсс Макс Авелійович (17 березня 1874—1942) — радянський військовий музикант, капельмейстер і композитор.

## Життєпис
Народився в Одесі в ремісничій єврейській (за іншими даними — грецькій) родині 20 березня 1874 року (згідно з пізньої автобіографії) або 5 березня 1877 року (згідно з послужного списку, в якому рік від руки виправлений на 1874). Батько, міщанин з Шяуляя, працював на Одеській гудзиковій фабриці.

Після закінчення школи в 1890 році Макс почав брати уроки музики і скрипки.
Закінчив Одеське музичне училище, з 1903 року служив у 2-му Східно-Сибірському стрілецькому полку капельмейстером. У складі полку брав участь в російсько-японській війні. У Владивостоку склав знаменитий вальс «Амурські хвилі». З 1 травня 1907 року — вільнонайманий капельмейстер 11-го Східно-Сибірського стрілецького Її Імператорської Величності Государині Імператриці Марії Федорівни полку, з 1 січня 1911 року — 33-го Сибірського стрілецького полку на острові Російський (1911—1913). Не пізніше 1911 року прийняв лютеранство.
Під час Першої світової війни служив капельмейстером в 5-му Донському козачому полку, потім капельмейстером Окремого батальйону Георгіївських кавалерів. Після Жовтневої революції служив капельмейстером 416-го Чорноморського стрілецького полку Червоної армії (1918—1920). В кінці 1920 року призначений капельмейстером 33-ї стрілецької бригади ВОХР в Одесі. У 1922 році очолив оркестр в школі «Червоних старшин» імені ВУЦВК в Харкові. У 1927 році пішов у відставку з посади командира музичного взводу Першого конвойного полку СРСР (згодом Зразковий оркестр Кремлівської роти почесної варти). До 1934 року працював капельмейстером полку особливого призначення ОГПУ СРСР. Брав участь в будівництві каналу Волга-Москва: зберігся наказ по Дмитровлагу про призначення його «на посаду стрілка ВОХР з виконанням обов'язків капельмейстера».
З 1934 року диригував в клубах і школах в Одесі. Керував музичним гуртком на заводі імені Жовтневої революції (ЗОР), у вересні 1934 був призначений капельмейстером оркестру Одеської народної міліції. У 1937 році вийшов на пенсію, до початку війни викладав в Одеській військово-музичній школі по класу кларнета.
Під час Великої Вітчизняної війни, коли школа була евакуйована, залишився в Одесі, був інтернований в єврейське гетто і розстріляний в селі Дальник під Одесою в кінці зими 1942.